# شاریپ‌کولوو
شاریپ‌کولوو (انگلیسی: Sharipkulovo) یک شهرک در شهرستان کارماسکالینسکی استان باشقیرستان کشور روسیه است.